# Trucy-sur-Yonne
Trucy-sur-Yonne település Franciaországban, Yonne megyében. Lakosainak száma 133 fő (2022. január 1.). Trucy-sur-Yonne Bazarnes, Fontenay-sous-Fouronnes, Mailly-la-Ville, Mailly-le-Château, Prégilbert és Sery községekkel határos.

## Népesség
A település népessége az elmúlt években az alábbi módon változott:
| Lakosok száma | 143  | 141  | 144  | 139  | 136  | 134  | 133  | 133  | 133  |
|               | 2013 | 2015 | 2016 | 2017 | 2018 | 2019 | 2020 | 2021 | 2022 |